# Amphinemura varzobi
Amphinemura varzobi är en bäcksländeart som beskrevs av Zhiltzova 1989. Amphinemura varzobi ingår i släktet Amphinemura och familjen kryssbäcksländor. Inga underarter finns listade i Catalogue of Life.